# Bitche
Bitche (Bitsch in tedesco) è un comune francese di 5 098 abitanti situato nel dipartimento della Mosella nella regione del Grand Est. Appartiene al distretto di Sarreguemines, ed è la capitale dell'omonimo cantone.

## Società

### Evoluzione demografica
Abitanti censiti